# Intercomunalitats de les Costes d'Armor
El departament de Costes d'Armor compta amb 2 comunitats d'aglomeració i 34 comunitats de comunes que apleguen 370 comunes de les 373 del departament :
| Intercomunalitats de les Costes d'Armor | |
| País de Centre Bretanya Comunitat Intercomunal de Loudéac Comunitat de municipis del Mené Comunitat de municipis Hardouinais Mené Comunitat de municipis del País d'Uzel-près-l'Oust País del Centre Oest Bretanya Comunitat de municipis Callac - Argoat Comunitat de municipis del País de Corlay Comunitat de municipis Guerlédan Mûr-de-Bretagne Comunitat de municipis del Kreiz-Breizh Comunitat de municipis del Poher (Una comune de Costes del Nord) País de Dinan Comunitat de municipis Arguenon - Hunaudaye Comunitat de municipis de Dinan Comunitat de municipis del País de Caulnes Comunitat de municipis del País d'Évran Comunitat de municipis del País de Du Guesclin Comunitat de municipis del País de Matignon Comunitat de municipis Plancoët-Plélan Comunitat de municipis Rance - Frémur | País de Guingamp Guingamp Comunitat Pontrieux Comunitat Comunitat de municipis Lanvollon - Plouha Comunitat de municipis del País de Bégard Comunitat de municipis del País de Belle-Isle-en-Terre Comunitat de municipis del País de Bourbriac Comunitat de municipis del País de Châtelaudren - Plouagat País de Saint-Brieuc Saint-Brieuc Aglomeració Comunitat de municipis Centre Armor Puissance 4 Comunitat de municipis de la Costa de Penthièvre Comunitat de municipis Lamballe Comunitat Comunitat de municipis del País de Moncontour Quintin Comunitat Comunitat de municipis del Sud Goëlo País de Trégor Goëlo Aglomeració Lannion-Trégor Comunitat de municipis de Beg ar C'hra Comunitat de municipis del Centre Trégor Comunitat de municipis de l'Alt Trégor Comunitat de municipis Paimpol-Goëlo Comunitat de municipis de la Península de Lézardrieux |

## País del Centre Bretanya
al sud, el País del Centre Bretanya reagrupa 40 comunes sobre 953,78 km² i té 43.758 habitants (2006), el 7,7% de la població del departament. Agrupa les Comunitats següents :
1. Comunitat Intercomunal de Loudéac
2. Comunitat de municipis Hardouinais Mené
3. Comunitat de municipis del Mené
4. Comunitat de municipis del País d'Uzel-près-l'Oust

## País delCentre Oest Bretanya
al sud-oest, el País del Centre Oest Bretanya reagrupa 108 comunes (50 a les Costes del Nord) sobre 3.143,28 km² (1.240,23 km² a les Costes del Nord) i té 102.763 habitants (2006) (33.906 habitants a les Costes del Nord), el 5,9% de la població del departament. Agrupa les Comunitats següents :
1. Comunitat de municipis Callac - Argoat
2. Comunitat de municipis del País de Corlay
3. Comunitat de municipis Guerlédan Mûr-de-Bretagne
4. Comunitat de municipis del Kreiz-Breizh

## País de Dinan
a l'est, el País de Dinan reagrupa 80 comunes sobre 1.269,85 km² i té 100.969 habitants (2006), 17,7% de la població del departament. Agrupa les Comunitats següents :
1. Comunitat de municipis Arguenon - Hunaudaye
2. Comunitat de municipis de Dinan
3. Comunitat de municipis del País de Caulnes
4. Comunitat de municipis del País d'Évran
5. Comunitat de municipis del País du Guesclin
6. Comunitat de municipis del País de Matignon
7. Comunitat de municipis Plancoët-Plélan
8. Comunitat de municipis Rance - Frémur

## País de Guingamp
al nord, el País de Guingamp reagrupa 65 comunes sobre 1.141,31 km² i té 76.126 habitants (2006), el 13,3% de la població del departament. Agrupa les Comunitats següents :
1. Guingamp Comunitat
2. Pontrieux Comunitat
3. Comunitat de municipis Lanvollon - Plouha
4. Comunitat de municipis del País de Bégard
5. Comunitat de municipis del País de Belle-Isle-en-Terre
6. Comunitat de municipis del País de Bourbriac
7. Comunitat de municipis del País de Châtelaudren - Plouagat

## País de Saint-Brieuc
al nord, el País de Saint-Brieuc reagrupa 64 comunes sobre 1.164,72 km² i té 191.926 habitants (2006), el 33,6% de la població del departament. Agrupa les Comunitats següents :
1. Saint-Brieuc Aglomeració
2. Comunitat de municipis Centre Armor Puissance 4
3. Comunitat de municipis de la Costa de Penthièvre
4. Comunitat de municipis Lamballe Comunitat
5. Comunitat de municipis del País de Moncontour
6. Quintin Comunitat
7. Comunitat de municipis del Sud Goëlo

## País de Trégor Goëlo
al nord-oest, el País de Trégo Goëlo reagrupa 69 comunes sobre 1.008,84 km² i té 109.984 habitants (2006), el 19,3% de la població del departament. Agrupa les Comunitats següents :
1. Aglomeració Lannion-Trégor
2. Comunitat de municipis de Beg ar C'hra
3. Comunitat de municipis del Centre Trégor
4. Comunitat de municipis de l'Alt Trégor
5. Comunitat de municipis Paimpol-Goëlo
6. Comunitat de municipis de la Península de Lézardrieux

## Comunes membres d'algunEPCI
1. Île-de-Bréhat
2. Mantallot
3. Perros-Guirec

## Història

### 2013
Amb l'entrada en aplicació de la reforma de les col·lectivitats territorials franceses i de l'esquema departamental de cooperació intercomunal de les Costes del Nord, el nombre d'EPCI evolucionà:
- Creació de la Comunitat de municipis de l'Alt Trégor l'1 de gener de 2013 pèr la fusió de:
  - Comunitat de municipis del País Rochois
  - Comunitat de municipis de Les Trois Rivières

- Creació de la Comunitat de municipis Plancoët-Plélan l'1 de gener de 2013 pèr la fusió de:
  - la Comunitat de municipis de Plancoët Val d'Arguenon
  - la Comunitat de municipis del País de Plélan